# FRBRoo
Il modello FRBRoo ("FRBR-object oriented" o "orientato agli oggetti") è frutto dello sforzo congiunto dei gruppi di lavoro internazionali CIDOC Conceptual Reference Model e Functional Requirements for Bibliographic Records per redigere "un'ontologia formale con lo scopo di definire e rappresentare la semantica alla base dell'informazione bibliografica, e per facilitare l'integrazione, la mediazione e lo scambio di informazioni bibliografiche e museali"

## Storia
L'idea alla base di questa iniziativa è che sia la comunità bibliotecaria che quella museale trarrebbero beneficio dall'armonizzazione dei modelli di riferimento FRBR e CIDOC per migliorare la condivisione delle informazioni bibliografiche e museali, in particolare nel contesto del Web Semantico e della impellente necessità di incrementare l'interoperabilità dei sistemi di gestione delle informazioni di biblioteche digitali e musei.
Ciò ha portato alla formazione, nel 2003, del Gruppo internazionale di lavoro per l'armonizzazione di FRBR/CIDOC CRM con l'obiettivo comune di "esprimere il modello di riferimento dell'IFLA FRBR attraverso concetti, gli strumenti, i meccanismi e le notazioni convenzionali fornite dal CIDOC CRM...e allineare (possibilmente unendo) i due modelli orientati agli oggetti con lo scopo di contribuire alla soluzione del problema dell'interoperabilità semantica tra le strutture di documentazione usate per le informazioni di biblioteche e musei."
La prima bozza di FRBRoo fu completata nel 2006. Si tratta naturalmente di un modello rigido di interpretazione delle concettualizzazioni espresse in FRBRer e dei concetti necessari per chiarire il significato di tutti gli attributi e le relazioni di FRBRer
Il modello è concepito come un'estensione del CIDOC CRM. Qualsiasi dicordanza emersa durante il processo di armonizzazione con il CIDOC CRM deve o dovrà essere risolta anche dal lato CIDOC CRM. Il Gruppo di Armonizzazione intende continuare il lavoro di modellizzazione dei concetti FRAR e elaborare l'applicazione dei concetti FRBR alle arti performative.
La bozza del modello e il resoconto delle discussioni degli incontri passati sono pubblicati sul sito Working Drafts and Releases. Gli stessi contenuti si trovano anche sul sito dell'IFLA.
L'ultima versione 0.9 della bozza di FRBRoo è stata ultimata nel gennaio 2008 ed è poi stata sottoposta all'IFLA FRBR Review Group per i commenti. È stata approvata in via preliminare dall'IFLA FRBR Review Group in occasione di IFLA2008, tenuto in Quebec ad agosto 2008. La versione 1.0 di FRBRoo è stata quindi rilasciata.